# Coppa dei Campioni 1977-1978 (pallamano maschile)
La Coppa dei Campioni 1977-1978 è stata la 18ª edizione della massima competizione europea di pallamano riservata alle squadre di club. Il torneo ha avuto inizio l'8 ottobre 1977 e si è concluso il 22 aprile 1978. Il titolo è stato conquistato dai tedesco orientali del Magdeburgo per la prima volta nella loro storia sconfiggendo in finale i polacchi del Śląsk Wrocław.

## Risultati

### Primo turno
| Squadra 1         | Totale        | Squadra 2            | Andata  | Ritorno |
| ----------------- | ------------- | -------------------- | ------- | ------- |
| Belenenses        | 40 - 30       | Birkenhead           | 34 - 12 | 16 - 13 |
| Dudelange         | 50 - 25       | Dudelange            | 32 - 19 | 28 - 18 |
| Krems             | 36 - 33       | Grasshoppers         | 19 - 13 | 17 - 20 |
| Partizan Bjelovar | 57 - 40       | Sportist Kremikovtzi | 29 - 17 | 28 - 23 |
| Refstad           | 41 - 32       | Sparta Helsinki      | 20 - 12 | 21 - 20 |
| Progrès Seraing   | 29 - 38       | Sittardia            | 15 - 19 | 14 - 19 |
| Trieste           | 39 - 39 (gfc) | Hapoel Rehovot       | 22 - 18 | 17 - 21 |
| Valur             | 53 - 31       | Kyndil Torshavn      | 23 - 15 | 30 - 16 |

### Ottavi di finale
| Squadra 1        | Totale  | Squadra 2           | Andata  | Ritorno |
| ---------------- | ------- | ------------------- | ------- | ------- |
| Belenenses       | 41 - 63 | Dukla Praga         | 19 - 30 | 22 - 33 |
| Calpisa Alicante | 46 - 31 | Hapoel Rehovot      | 31 - 15 | 15 - 16 |
| Fredericia KFUM  | 60 - 37 | Dudelange           | 32 - 19 | 28 - 18 |
| Honvéd           | 60 - 45 | Valur               | 35 - 23 | 25 - 22 |
| Krems            | 32 - 46 | Grün-Weiß Dankersen | 16 - 25 | 16 - 21 |
| Magdeburgo       | 54 - 51 | Partizan Bjelovar   | 33 - 23 | 21 - 28 |
| Refstad          | 41 - 34 | SoIK                | 19 - 17 | 22 - 17 |
| Sittardia        | 38 - 63 | Śląsk Wrocław       | 17 - 32 | 21 - 31 |

### Quarti di finale
| Squadra 1       | Totale  | Squadra 2           | Andata  | Ritorno |
| --------------- | ------- | ------------------- | ------- | ------- |
| Fredericia KFUM | 44 - 46 | Śląsk Wrocław       | 26 - 20 | 18 - 26 |
| Honvéd          | 39 - 38 | Grün-Weiß Dankersen | 24 - 20 | 15 - 18 |
| Magdeburgo      | 47 - 42 | Dukla Praga         | 22 - 22 | 25 - 20 |
| Refstad         | 33 - 36 | Calpisa Alicante    | 17 - 17 | 16 - 19 |

### Semifinali
| Squadra 1        | Totale  | Squadra 2     | Andata  | Ritorno |
| ---------------- | ------- | ------------- | ------- | ------- |
| Calpisa Alicante | 39 - 52 | Śląsk Wrocław | 18 - 20 | 21 - 32 |
| Honvéd           | 38 - 41 | Magdeburgo    | 21 - 22 | 17 - 19 |

### Finale
| Magdeburgo 22 aprile 1978 | Magdeburgo | 28 – 22 | Śląsk Wrocław |  |